# Beauséjour—Petitcodiac (circonscription fédérale)
Beauséjour—Petitcodiac était une circonscription électorale fédérale du Nouveau-Brunswick, au Canada, dont le représentant a siégé à la Chambre des communes de 1997 à 2003. 

## Histoire
La circonscription était composée du Comté de Westmorland, à l'exception de Moncton et Dieppe, du Comté d'Albert, à l'exception de Riverview et d'une partie du Comté de Kent (paroisses de Dundas, Wellington, Sainte-Marie, Saint-Paul, Harcourt, Weldford et Richibouctou, des villages de Saint-Antoine et Rexton et des réserves indiennes Bouctouche 16, Richibouctou 15 et Indian Island 28.
La circonscription est abolie en 2003.

## Liste des députés successifs
Cette circonscription fut représentée par les députés suivants :
|  | Législature | Date élection    | Député          | Profession    | Parti         |
|  | ----------- | ---------------- | --------------- | ------------- | ------------- |
|  | 36e         | 2 juin 1997      | Angela Vautour  | Fonctionnaire | Néo-démocrate |
|  | 37e         | 27 novembre 2000 | Dominic LeBlanc | Avocat        | Libéral       |